# Maple Skate

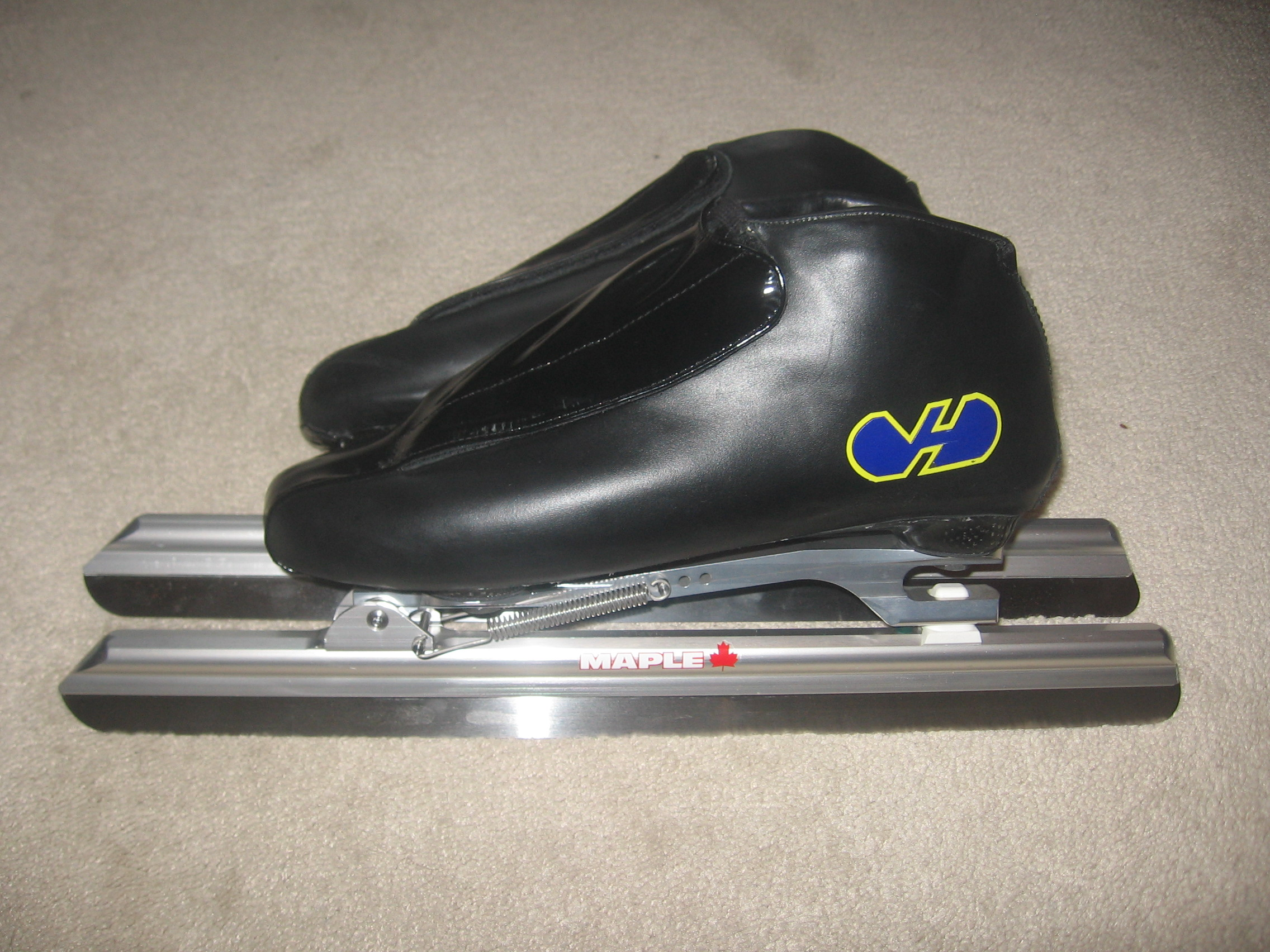
Klappschlittschuhe Maple VH

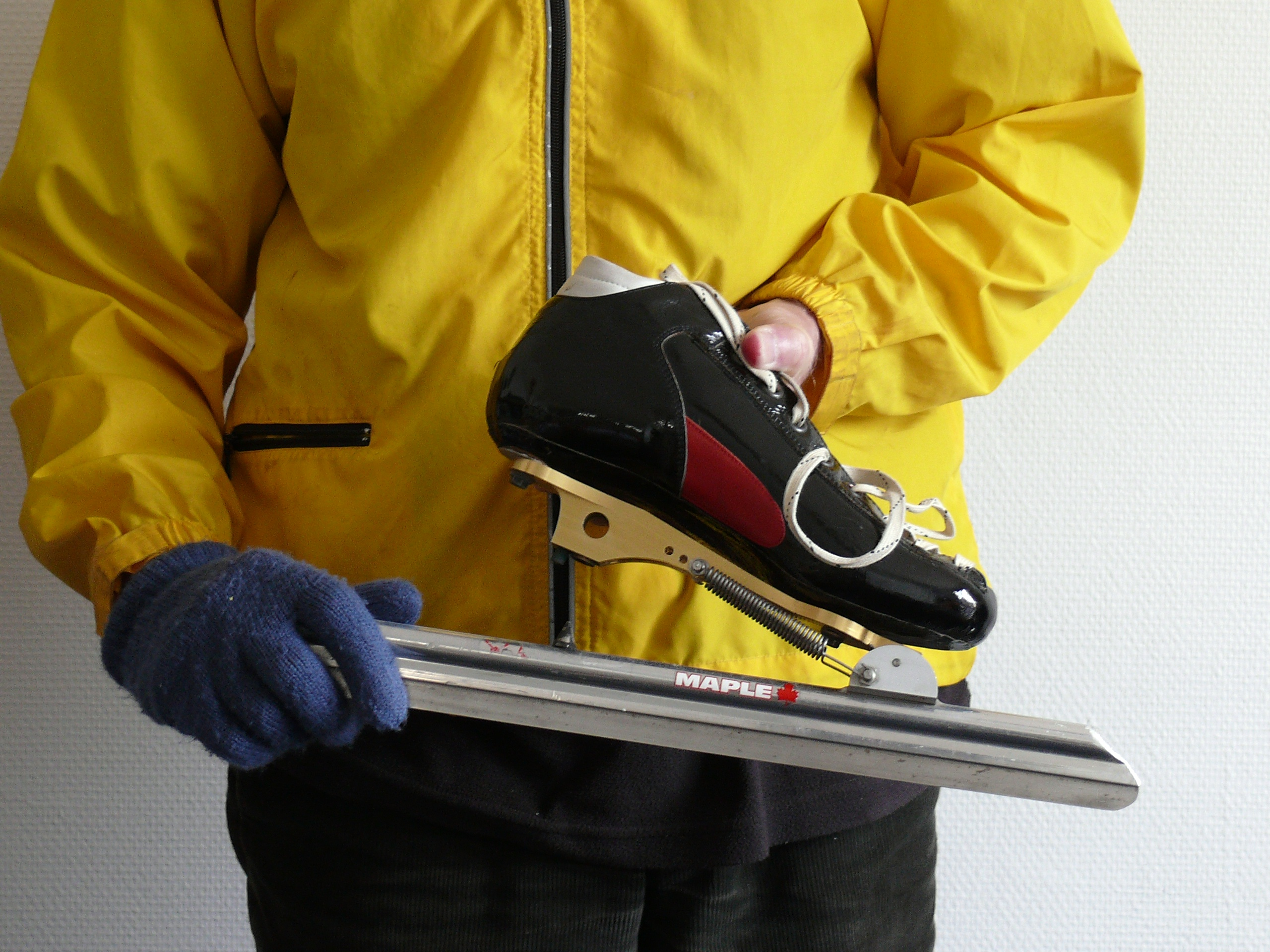
Maple Klappschlittschuh

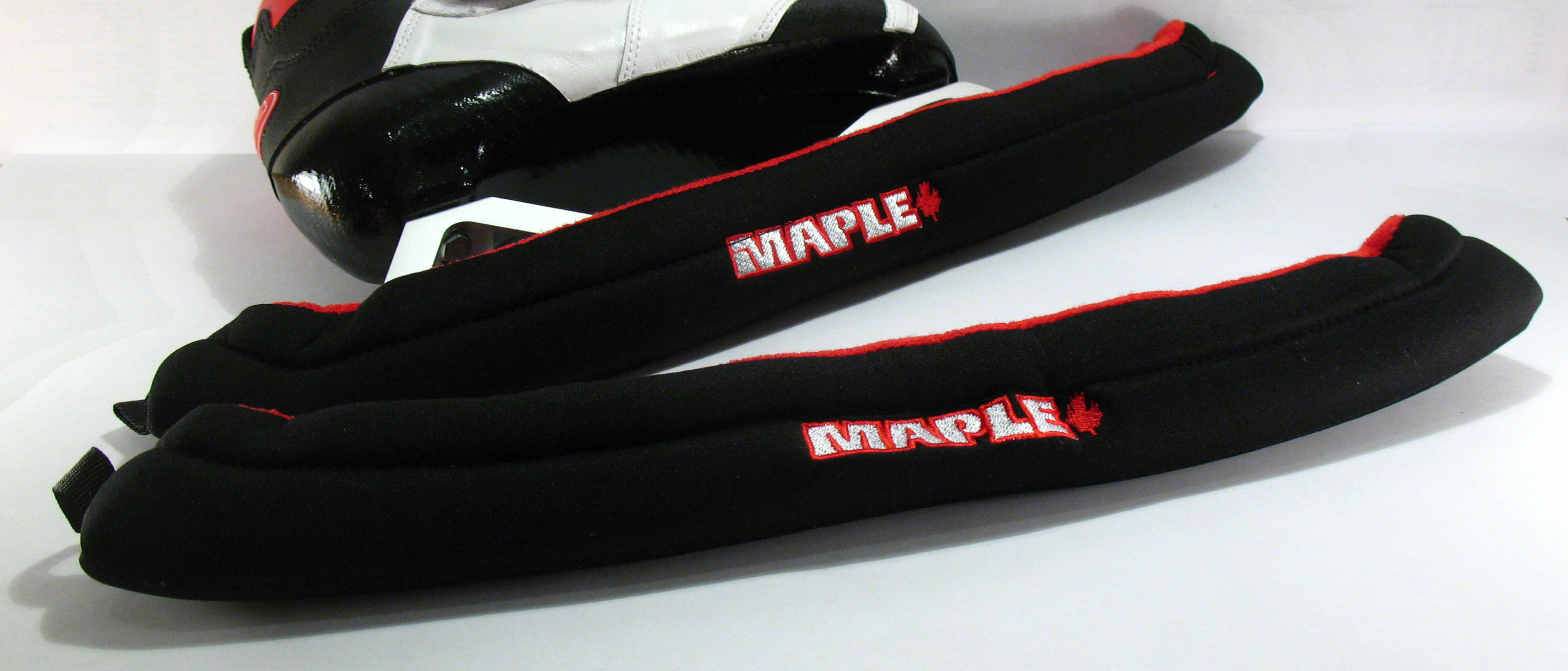
Maple Stoffkufenschoner

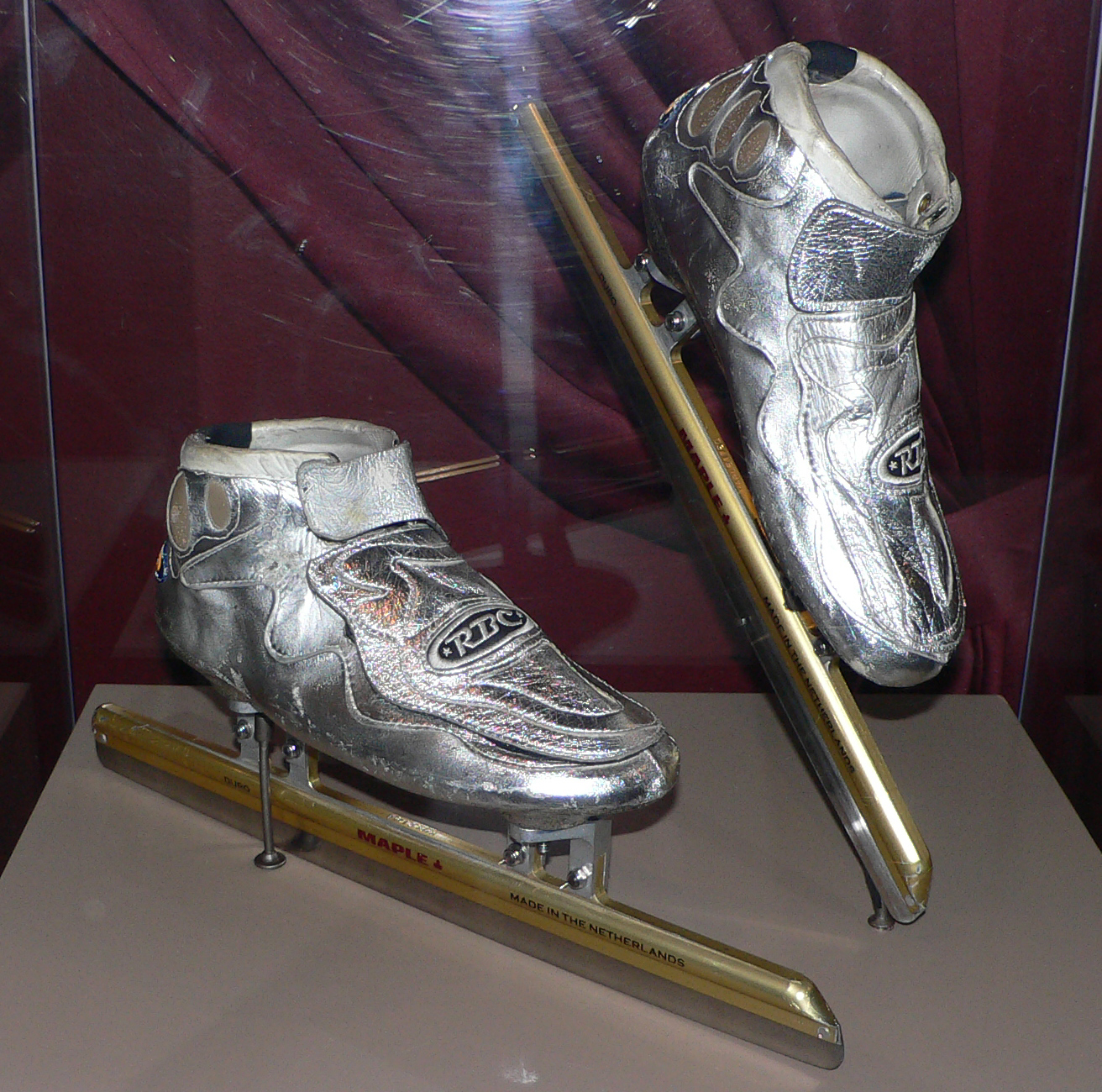
Schlittschuhe von Apolo Anton Ohno

Maple Skate ist ein niederländischer Hersteller von Schlittschuhen und Inlineskates, der 1990 in Oosternijkerk gegründet wurde. Seit 2014 hat das Unternehmen seinen Sitz in Heerenveen, nahe dem Eisstadion Thialf. Das Unternehmen hat sich auf die Bereiche Eisschnelllauf, Shorttrack und Speedskating spezialisiert.

## Unternehmensgeschichte
Maple Skate wurde 1990 von in Oosternijkerk gegründet. 2005 wurde das Unternehmen von Gert Jan de Wilde und dem Eisschnellläufer Erik Hulzebosch gekauft. 2010 verkauften sie es an Taeke van Lingen, der es bereits das Geschäft geleitet hatte, und an Betriebsdirektor Gerrit Pierik. 2010 hatte der Betrieb bereits 15 Mitarbeiter. Bereits zu diesem Zeitpunkt war Maple Marktführer für Shorttrackschlittschuhe.
2011 übernahm Maple Skate den Konkurrenten Raps. Erst nach der Übernahme stellte man einen bevorstehenden Umsatzrückgang bei Raps fest und reichte vor Gericht eine Klage ein, die aber abgewiesen wurde. 2012 wurde Maple Skate Mitsponsor des Eisschnelllaufteams 1nP (heute New Balance). Im Mai 2014 verlegte Maple seine Produktionsstätte von Oosternijkerk in eine ehemalige Druckerei nach Heerenveen.
Am 5. April 2018 wurde Maple Skate vom Gericht in Leeuwarden für insolvent erklärt. Im Juli desselben Jahres wurde das Unternehmen vom Konkursverwalter an ein Unternehmen aus Südkorea weiterverkauft, das ankündigte, den Markennamen weiter zu verwenden,

## Produkte
Maple Skate stellt vor allem Schlittschuhe für Shorttrack und Eisschnelllauf sowie Inlineskates für Speedskating her. Die Produktpalette reicht von Plastikschuhen für Anfänger bis hin zu Wettkampfschlittschuhen für die Weltelite, auf denen das Hauptaugenmerk liegt. Maple stellt ebenfalls Schlittschuhzubehör wie Schleifmaterial, Schoner und Kufenbieger her. Das Unternehmen verkauft seine Produkte in ganz Europa, Asien und Amerika. Bis auf die Schuhe, die im chinesischen Guangzhou gefertigt werden, erfolgt die Produktion komplett in Heerenveen.

## Sportler
Bekannte internationale Eisschnellläufer nutzen seit 1996 Maple Schlittschuhe. So auch die Amerikaner  Shani Davis und Brittany Bowe sowie Shorttracker Apolo Anton Ohno, die Tschechin Martina Sáblíková sowie der südkoreanische Shorttracker Noh Jin-kyu und Eisschnellläufer Lee Sang-hwa. Größter Konkurrent von Maple ist die vom Niederländischen Eisschnellläufer Jaap Havekotte gegründete Viking Schaatsenfabriek. Acht von zehn Weltrekorden beim Eisschnelllauf und die gleiche Anzahl beim Shorttrack wurden auf Maple Schlittschuhen aufgestellt. Bei den Olympischen Winterspielen in Sotschi liefen 70 % der Eisschnellläufer und Shorttracker mit Maple Schlittschuhen.